# Gerbamont
Gerbamont è un comune francese di 352 abitanti situato nel dipartimento dei Vosgi nella regione del Grand Est.

## Storia

### Simboli
Il comune non ha adottato uno stemma. Esiste una versione non ufficiale non approvata dalla giunta municipale: d'argento, al monte di verde, caricato di un covone di grano d'oro, dove il covone (in francese gerbe) e il monte (mont) avrebbero assonanza con il nome del paese.

## Società

### Evoluzione demografica
Abitanti censiti